# Kosta Perović
Kosta Perović (en ciríl·lic Кocтa Пеpoвић) (19 de febrer de 1985 a Osijek, Croàcia) és un exjugador de bàsquet serbi de Croàcia. Mesura 2,18 metres, i jugava a la posició de pivot.

## Trajectòria esportiva

### Lliga sèrbia
Va començar jugant en les categories inferiors del KK Beopetrol de Belgrad, fent el seu debut amb el primer equip l'any 2000. En 2002 fitxà pel Partizan de Belgrad, equip amb el qual ha jugat l'Eurolliga i al qual va pertànyer fins al 2007. En la seva última temporada en la lliga europea assolí la mitjana de 10,3 punts i 4,3 rebots per partit. Ha estat internacional amb la Selecció de bàsquet de Sèrbia en totes les categories.

### NBA
Va Ser triat en el lloc 38 de la segona ronda del Draft de l'NBA del 2006 pels Golden State Warriors, però va preferir quedar-se un any més a Europa. L'agost de 2007 fitxà finalment pels Warriors, amb un contracte per dos anys amb opció a un tercer, per 4,6 milions d'euros, és a dir, 3,5 milions de dòlars.

### Retorn a Europa
El 2008 va tornar a Europa, fitxat pel Power Electronics València de la Lliga ACB amb un contracte de tres anys per 3,3 milions d'euros. D'aquest contracte, només va complir-ne dos anys, ja que (després d'obtenir la carta de llibertat), l'estiu de 2010 va arribar a un acord amb el Regal FC Barcelona per tres temporades. Després jugaria una temporada a l'Unicaja de Málaga i a l'agost de 2013 va fitxar per l'Enisey Krasnoyarsk de Rússia.